# Ok Eun-hui
Ok Eun-hui (옥은희?; Seul, 16 settembre 1976) è un'ex cestista sudcoreana.

## Carriera
Con la Corea del Sud ha disputato i Campionati mondiali del 1998.